# 怀德堂
怀德堂位于中国安徽省黄山市黟县碧阳镇。建于清代。
怀德堂已公布为黄山市文物保护单位。